# 中国人民武装警察部队工程大学乌鲁木齐校区
中国人民武装警察部队工程大学乌鲁木齐校区，简称武警工程大学乌鲁木齐校区，是中国人民武装警察部队工程大学设在新疆维吾尔自治区乌鲁木齐市的一处分校区。

## 历史
- 1983年11月，国务院批准武警新疆总队教导大队正式改建中国人民武装警察部队乌鲁木齐指挥学校（武警乌鲁木齐指挥学校）。
- 1997年，由中专升格大专。
- 2004年，建立中国人民武装警察部队指挥学院乌鲁木齐分院，合署办公。
- 2004年，升格本科。
- 2006年9月，武警乌鲁木齐指挥学校、武警指挥学院乌鲁木齐分院合并，升格中国人民武装警察部队乌鲁木齐指挥学院，由副师级升格正师级。中国人民武装警察部队乌鲁木齐指挥学院，简称武警乌鲁木齐指挥学院，是一所武警部队初级指挥干部军事高等院校，隶属武警新疆总队，正师级。[1]学院招收四川、重庆、青海、宁夏、陕西、甘肃、新疆等地应届高中毕业生，提供本科教育和少数民族大专教育，同时对武警装甲兵、武警新疆总队、武警兵团指挥部提供任职培训。
- 2017年，在深化国防和军队改革中，将中国人民武装警察部队工程大学、中国人民武装警察部队乌鲁木齐指挥学院整合，调整组建新的中国人民武装警察部队工程大学[2][3]。

## 专业
- 武警指挥专业